# 1845 год в истории железнодорожного транспорта
1845 год в истории железнодорожного транспорта

## События

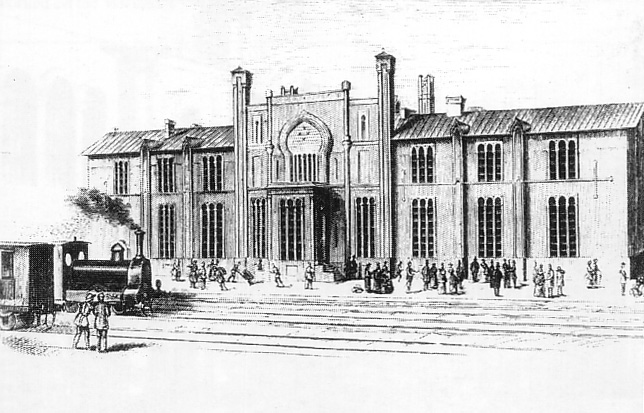
Станция Скерневице в 1872 году

- Июнь — открыта линия Варшава — Гродзинск (Гродзиск-Мазовецки) длиной 30 км.[1]
- Октябрь — открыта линия Гродзинск (Гродзиск-Мазовецки) — Скерневице длиной 36 км.[1]
- Ноябрь — открыты линии Скерневице — Рогов (Рогув) длиной 30 км и Скерневице — Лович длиной 20 км.[1]
- На Ямайке построена первая железнодорожная линия Кингстон - Спаниш-Таун.[2]

## Новый подвижной состав
- Александровский чугунолитейный завод выпустил первые магистральные паровозы российского производства. Данные паровозы были товарными и имели осевую формулу 0-3-0.[3]